# Charles de Sainte-Maure
Charles de Sainte-Maure, duque de Montausier, (6 de octubre de 1610 - 17 de noviembre de 1690, era el preceptor de Luis, el Gran Delfín, hijo de Luis XIV de Francia. El duque se casó con Julie d'Angennes para la que ideó la Guirnalda de Julia.
El duque contrató a Jean-Baptiste de La Quintinie para que trabajara en sus jardines del hôtel de Rambouillet.
Era un gran aficionado a los autores clásicos latinos, y creó una colección Ad usum Delphini.
- Datos: Q1133962
- Multimedia: Charles de Sainte-Maure, duc de Montausier / Q1133962